# Panchito Aranaz
Francisco "Panchito" Aranaz (La Habana, Cuba; 1885 - Montevideo, Uruguay; 12 de agosto de 1944) fue un actor, pianista y director cómico cubano de larga trayectoria aquerenciado definitivamente en el Río de la Plata.

## Carrera
Verdadero artista de la escena, Panchito Aranaz, fue un galán cómico que aunque nunca se consolidó como primera figura tuvo relevantes condiciones y fue muy querido por el público y compañeros, dejando su sello en la escena argentina.
Nacido en Cuba durante una gira, fue sobrino de las hermanas Concepción Aranaz y Mercedes Aranaz, actrices españolas que trabajaron largo tiempo en Argentina. Llegó a Buenos Aires alrededor de 1900 en una compañía teatral de parientes suyos. Radicado en la Reina del Plata debutó en 1903 en el Teatro Comedia con Jerónimo Podestá.
Sus obras casi siempre caracterizaron por su alto nivel de humor, comicidad y direccionadas hacia el género infantil y al varieté. Aranaz era un actor contemporáneo de Roberto Casaux, Elías Alippi y otros que constituyen el momento brillante del teatro Argentino de aquella época en que las carteleras exhibían los títulos de obras de autores de notables desempeños.
En 1913 estrenó la obra con título lunfardo Noche de garufa en el Teatro Nacional Norte de José Antonio Saldías.
Actor completo, para quien el arte de la caracterización no tenía misterios, trabajó notablemente en el Teatro Excelsior (hasta entonces una sala cinematográfica) con dirección de Antonio Podestá, en la que se presentó junto a su compañía teatral formada con los actores Enrique de Rosas y Luis Arata. También en 1917 hace funciones en el antiguo Teatro Esmeralda, hoy conocido como Teatro Maipo, donde presentó junto con Lea Conti la comedia Juguete Cómico.
Tuvo conjunto de revista en el Teatro Ateneo, año 1928, y firmó con el seudónimo de Aznar las que representó: A Pedir de Boca, Si la va... la va..., La Nueva Revista.
En 1925 cuando un empresario del teatro uruguayo en el que estaba trabajando en ese momento quiso levantar su obra le pidió a Víctor Soliño y Roberto Fontaina, un libro que llevó por título Seguí Pancho por la vía.
Hizo un viaje a San Pablo, Brasil, en el "Infanta Isabel" con una compañía en la que estaban Carlos Gardel, José Razzano, Angela Tesada, Enrique Arellano, Camila Quiroga, Héctor Quiroga, Matilde Rivera, Enrique de Rosas, Rosa Cata, Alberto Drames, Elías Alippi, Ada Cornaro, entre otros.
En 1923 pasó a integrar el elenco de la Compañía teatral encabezada por Matilde Rivero y Enrique de Rosas, con la que ha hecho la jira a España, la temporada del Teatro Marconi, y las de Montevideo y La Plata.
Director artístico en los inicios de CX 22,  hizo desfilar por su audición Teatro y novedades a las principales figuras de los elencos que arribaban a Montevideo.
Como pianista puso música al tango Macachín, Flor de los Llanos que con música que fue grabado por Carlos Gardel. También compuso la milonga llamada Milonga vieja

## Fallecimiento
El actor y músico Panchito Aranaz murió tras una larga enfermedad a los 59 años en 1944 en Montevideo, Uruguay.

## Composiciones
- Pa la pelada... Pilol.
- Macachín flor de los llanos.
- Amor cuyano, zamba que grabó Mario Pardo.
- Melenita negra, tango llevado al disco por Roberto Firpo.
- Quisiste cachar un gil.
- Milonga vieja, grabada por Juan D'Arienzo.